# Cepo
Cepo je obec v okresu Gjirokastër, kraji Gjirokastër, jižní Albánii.